# Sternberg (Familienname)
Sternberg ist ein Familienname.

## Namensträger

### A
- Abraham Sternberg, Ansichtskartenverleger in Hamburg Anfang des 20. Jahrhunderts, siehe A. Sternberg (Ansichtskartenverlag)
- Adalbert Sternberg (1868–1930), österreichisch-tschechischer Politiker und Publizist
- Adolph Wratislaw von Sternberg (1627–1703), k.k Staatsmann, Diplomat und zuletzt Oberst-Burggrafen von Böhmen
- Albrecht von Sternberg (um 1333–1380), Bischof von Schwerin, Leitomischl und Erzbischof von Magdeburg
- Alexander Sternberg (Schauspieler) (* 1973), deutscher Schauspieler
- Alexander von Ungern-Sternberg (1806–1868), deutscher Erzähler, Dichter und Maler
- Amiel Sternberg (* 1948), israelischer Rabbi
- August Sternberg (Bankier) (1852–1932), deutscher Bankier und Börsenmakler

### B
- Ben Sternberg (1914–2004), US-amerikanischer Generalmajor
- Berthold von Sternberg, Bischof von Würzburg und Herzog in Franken (1267–1287)
- Brian Sternberg (1943–2013), US-amerikanischer Stabhochspringer

### C
- Carl Sternberg (1872–1935), österreichischer Pathologe
- Caspar Maria von Sternberg (1761–1838), böhmischer Theologe, Politiker, Mineraloge und Botaniker, siehe Kaspar Maria von Sternberg
- Charles H. Sternberg (1850–1943), US-amerikanischer Fossiliensammler
- Charles M. Sternberg (1885–1981), US-amerikanischer Paläontologe

### D
- Daniel Sternberg (1913–2000), US-amerikanischer Dirigent, Komponist und Hochschullehrer
- Detlev Sternberg-Lieben (* 1950), deutscher Rechtswissenschaftler und Hochschullehrer

### E
- Eli Sternberg (1917–1988), US-amerikanischer Ingenieur
- Erich Jakowlewitsch Sternberg (1903–1980), deutsch-russischer Psychiater
- Erich Walter Sternberg (1891–1974), israelischer Komponist

### F
- Franz Josef von Sternberg und Manderscheid (1779–1830), böhmischer Politiker und Kunstmäzen
- Franz Leopold von Sternberg (1680–1745), böhmischer Adliger und Staatsmann
- Franz Philipp von Sternberg (1708–1786), böhmischer Adliger und österreichischer Diplomat
- Frieda Sternberg (1920–2009), deutsche LPG-Vorsitzende
- Fritz Sternberg (1895–1963), deutscher Ökonom und Politiker (SAPD)
- Friwi Sternberg (Friedrich-Wilhelm Sternberg; * 1931), deutscher Jazz- und Unterhaltungsmusiker

### G
- Georg Sternberg (1928–2017), deutscher Radrennfahrer und Schrittmacher
- Gertrud Sternberg-Isolani (1899–1988), deutsche Journalistin, Schriftstellerin und Übersetzerin, siehe Gertrud Isolani
- George F. Sternberg (1883–1969), US-amerikanischer Paläontologe
- George Miller Sternberg (1838–1915), US-amerikanischer Arzt und Bakteriologe
- Guy Sternberg (* 1975), israelisch-österreichischer Musikproduzent, Toningenieur und Komponist

### H
- Hans Sternberg (Schauspieler) (1878–1948), deutscher Schauspieler
- Hans Sternberg (Komponist) (1910–1997), deutscher Komponist
- Heike Sternberg-el Hotabi (* 1955), deutsche Ägyptologin
- Heinrich II. von Sternberg († 1328), Bischof von Bamberg
- Herbert Meyer-Sternberg (* 1942), deutscher Architekt, Hochschullehrer und Verbandsfunktionär
- Hermann Sternberg (1825–1885), deutscher Bauingenieur
- Hilgard O’Reilly Sternberg (1917–2011), brasilianischer Geograph
- Hubert Sternberg (1897–1987), deutscher Unternehmer

### J
- Jacques Sternberg (1923–2006), belgischer Schriftsteller
- Jan Sternberg (* 1974), deutscher Journalist
- Janek Sternberg (* 1992), deutscher Fußballspieler
- Jaroslav von Sternberg (Mähren) (1220–1287), legendarischer mährischer Adliger, der gegen die Mongolen kämpfte
- Jaroslav von Sternberg (Landvogt) († 1492), böhmischer Landvogt der Oberlausitz und der Niederlausitz
- Jaroslav Ignaz von Sternberg (1641–1709), römisch-katholischer Bischof von Leitmeritz, siehe Jaroslaw Ignaz von Sternberg
- Joachim von Sternberg (1755–1808), habsburgisch-böhmischer Naturforscher und Unternehmer
- Johann Heinrich Sternberg (1774–1809), deutscher Pathologe und Aufständischer
- Jonathan Sternberg (1919–2018), US-amerikanischer Dirigent und Musikpädagoge
- Josef von Sternberg (1894–1969), austroamerikanischer Regisseur
- Julius Sternberg (1879–1971), deutscher Textilkaufmann, Gemeindevorsteher der Jüdischen Gemeinde in Berlin-Spandau

### K
- Kalli Clark-Sternberg, britische Schauspielerin und Sängerin
- Karl Sternberg (1809–1851), deutscher Jurist und Anwalt
- Kaspar Maria von Sternberg (1761–1838), böhmischer Theologe, Biologe, Mineraloge und Botaniker
- Kasper Sternberg (* 1989), dänischer Tischtennisspieler
- Kurt Sternberg (1885–1942), deutscher Philosoph

### L
- László Sternberg (1905–1982), ungarischer Fußballspieler und -trainer
- Leo Sternberg (1876–1937), deutscher Schriftsteller
- Leopold von Sternberg (1811–1899), österreichischer General der Kavallerie
- Leopoldine von Sternberg (1733–1809), Fürstin von Liechtenstein
- Lew Sternberg (1861–1927), ukrainischer Ethnograf
- Ludwig Sternberg (1857–1935), deutscher Schauspieler und Reuter-Rezitator

### M
- Marcus Sternberg (* 1965), deutscher Musikvideoregisseur
- Marion Sternberg, deutsche Handballspielerin
- Martin Sternberg (* 1960), deutscher Physiker und Hochschullehrer
- Max Sternberg (1856–1930), politisch engagierter Arzt

### N
- Noah Adedeji-Sternberg (* 2005), belgischer Fußballspieler

### O
- Otto Sternberg (Oberamtmann) (1867–1937), badischer Oberamtmann
- Otto Sternberg (Handballtrainer) (* 1952), deutscher Handballtrainer

### P
- Pawel Karlowitsch Sternberg (1865–1920),  russischer Astronom und Revolutionär
- Peter Christoph Sternberg (1823–1864), deutscher Journalist und Privatgelehrter

### R
- Robert Sternberg (* 1949), US-amerikanischer Psychologe
- Rolf Sternberg (* 1959), deutscher Wirtschaftsgeograph
- Rüdiger Schultz-Sternberg (* vor 1958), deutscher Landschaftsökologe und Hochschullehrer für Bodenschutz
- Rudy Sternberg, Baron Plurenden (1917–1978), britischer Unternehmer, Viehzüchter und Landwirt

### S
- Salomon Meyer Sternberg (1824–1902), deutscher Zigarrenarbeiter und Arbeiterführer
- Saul Sternberg (* vor 1954), US-amerikanischer Psychologe
- Shlomo Sternberg (1936–2024), US-amerikanischer Mathematiker
- Stefan Sternberg (* 1984), deutscher Politiker
- Susanne Sternberg (* 1963), deutsche Synchronsprecherin und Dialogbuchautorin

### T
- Theodor Sternberg (Rechtswissenschaftler) (1878–1950), deutscher Rechtsphilosoph
- Theodor Sternberg (Maler) (1891–1963), deutscher Maler und Grafiker
- Thomas Sternberg (* 1952), deutscher Landespolitiker (CDU, NRW)
- Tom Sternberg, US-amerikanischer Filmproduzent

### V
- Valerie Sternberg-Irvani (* 1991), europäische Politikerin mit deutscher Staatsbürgerschaft

### W
- Wassili Iwanowitsch Sternberg (1818–1845), russischer Maler der Romantik
- Wolfgang Sternberg (1887–1953), deutsch-US-amerikanischer Mathematiker

### Z
- Zdenko von Sternberg (1410–1476), böhmischer Adliger, Diplomat und Politiker